# 松平信子

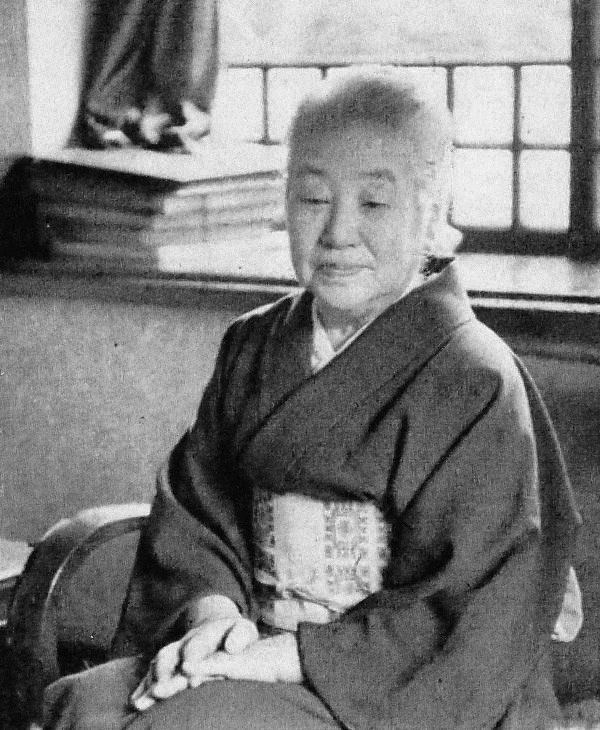
松平信子

松平 信子（まつだいら のぶこ、明治19年（1886年）7月15日 - 昭和44年（1969年）5月8日）は、会津藩9代藩主松平容保四男松平恒雄の夫人である。侯爵鍋島直大の四女で、姉に梨本宮妃伊都子がいる。
娘に長女秩父宮妃勢津子、松平容保の兄徳川慶勝の曾孫尾張徳川家第20代当主徳川義知に嫁いだ次女徳川正子がいる(正仁親王妃華子の父津軽義孝は、尾張徳川家分家男爵徳川義恕の次男である)。長男松平一郎の息子恒孝は徳川宗家に養子に入り18代目を継いだ
妹松平俊子は高松松平家第12代当主伯爵松平賴壽の弟・海軍大佐松平胖と結婚し日本女子高等学院及び附属昭和高等女学校の第2代院長・校長を勤めた。俊子の長女誠子は公族李鍵公妃であった。秩父宮妃勢津子が俊子の姪であることから、昭和高等女学校の校内行事に上杉伯爵夫人や蜂須賀子爵夫人らと供に来賓として出席されていた。
戒名は、蓮月院殿和光妙聖日信大姉である。

## 来歴
明治19年（1886年）、鍋島侯爵家に生まれて裕福な環境で育った。母榮子が外交官に嫁ぐことを望んだため、旧会津藩主・松平容保の六男恒雄と婚約する。華族女学校（後の学習院女学部）卒業後の明治39年（1906年）秋、19歳で単身渡欧して結婚する。
貞明皇后に仕えてその信頼を得、宮廷内に大きな発言権を有していた。学習院の同窓会組織・常磐会では会長を務めた。昭和30年代には東宮内で御教育参与として仕えた。首相夫人にも海外訪問の際のマナー教授を行っていた。
1941年(昭和16年)徳川慶喜の孫で有り、高松宮妃喜久子殿下の末妹井出久美子の最初の夫福井松平家（越前松平家）第19代当主の松平康昌侯爵の長男・松平康愛(松平春嶽玄孫)との仲人を夫松平恒雄と供に務めた。
明仁親王の妃候補には北白川肇子（のちの島津肇子）を推薦していたが、その後明仁が正田美智子との結婚を決めたことに際し、「妃は華族すなわち学習院出身者に限る」という慣例を主張して香淳皇后や雍仁親王妃勢津子、宣仁親王妃喜久子、梨本伊都子、柳原白蓮らと共に激しく反対した。しかしこの婚姻に昭和天皇が理解を示したこともあり、その後は表立って批判することはなくなった。

## 家族
- 松平一郎（長男）